# Glenn Osser
Abraham (Abe) Arthur Glenn Osser (Munising (Michigan), 28 augustus 1914) is een Amerikaans componist, dirigent, klarinettist, pianist, saxofonist, violist en muziekproducent. Voor bepaalde werken gebruikte hij onder andere de pseudoniemen Arthur Meisel, Bob Marvel en Maurice Pierre. Hij was een zoon van Russisch-Joodse emigranten.

## Levensloop
Osser leerde al tijdens zijn highschooljaren piano, viool, klarinet en saxofoon te bespelen. Hij studeerde aan de Universiteit van Michigan in Ann Arbor muziekonderwijs en later muziektheorie. In 1935 gradueerde hij aan deze universiteit.
Vervolgens werkte hij met het College dansorkest en op advies van de leider van dit orkestje vertrok hij naar New York. Aldaar werd hij bekend met de muziekuitgever Charles Warren, die zijn mentor werd. Op advies van Warren begon hij te arrangeren voor kunstenaars en artiesten zoals Bob Crosby, Vincent Lopez, Al Donahue, Charlie Barnet, Bunny Berigan en Ben Bernie. Verder kwam hij in contact met de omroep en werd arrangeur en assistent van de jonge dirigent Al Roth bij de NBC. In deze functie schreef hij arrangementen voor Benny Goodman en hun radioprogramma.
Als saxofonist en klarinettist speelde hij in verschillende orkesten. Omdat hij ook in de "Band of Renown" van Les Brown meespeelde, werd hij met hem bevriend. Tijdens de Tweede Wereldoorlog ging hij bij het United States Marine Corps. In 1944 arrangeerde hij voor het Paul Whiteman-orkest. Hij werd snel assistent-dirigent van het Whiteman-orkest en volgde Whiteman nadat hij overstapte naar de American Broadcasting Company. Whiteman werd muziekdirecteur bij ABC en Osser was een van de belangrijkste medewerkers in deze afdeling in het tijdperk van 1947 tot 1969. Van 1964 tot 1965 was hij dirigent van het orkest van Theatre Five.
Later werd Osser arrangeur en dirigent, eerst bij de platenmaatschappij Mercury Records en vervolgens bij Columbia Records. In beide gezelschappen werkte hij samen met bekende artiesten en musici.
Als componist schreef hij voor verschillende genres. Bij diverse vocale werken schreef zijn echtgenote Edna Osser de teksten.

## Composities

### Werken voor orkest
- 1960 For swingin' dancers
- 1972 Billy Pilgrim's theme
- 1993 Whoomp-whoot (samen met: Robert Thiele)
- 1993 The old philosopher (samen met: Robert Thiele)
- 1993 Red dragon blues (samen met: Robert Thiele)
- 1993 Jazzosaurus rex (samen met: Robert Thiele)
- 1993 Dinosaur Park blues (samen met: Robert Thiele)

### Werken voor harmonieorkest
- 1954 Beguine for Band
- 1955 Holiday for Winds
- 1959 Tango for band
- 1959 Studio one
- 1961 Cha cha for band
- 1961 Seascape
- 1962 Bolero for band
- 1963 Bandolero
- 1967 "Beguine" again
- Beguine Festival
- Little Boat

### Liederen
- 1945 I'll Always Be With You - tekst: Edna Osser/Marjorie Goetschius
- 1946 There's Good Blues Tonight - tekst: Edna Osser
- 1950 C'n I Canoe You Up The River - tekst: Edna Osser/Marjorie Goetschius
- 1961 Back to the beat - tekst: Edna Osser
- 1961 Jet out of town - tekst: Edna Osser
- 1961 Young men with the blues - tekst: Edna Osser
- 1978 Groovin' at the disco - tekst: Edna Osser
- 1978 Who is she gonna be? - tekst: Edna Osser
- 1979 Soundin' good - tekst: Edna Osser
- 1980 Way to go - tekst: Edna Osser
- 1982 An American tradition, Miss America - tekst: Edna Osser
- 1983 Go for it all - tekst: Edna Osser
- 1983 She's our Miss America - tekst: Edna Osser
- 1985 You ain't seen nothin' yet - tekst: Edna Osser
- 1986 Tomorrow is yours - tekst: Edna Osser
- 1987 The Heart of America - tekst: Edna Osser
- The Last Time I Saw You - tekst: Edna Osser/Marjorie Goetschius

### Werken voor piano
- 1962 Kathy's theme

### Filmmuziek
- 1955 Alcoa Theme tv-serie